# 7452-es mellékút (Magyarország)
A 7452-es számú mellékút egy 5,5 kilométer hosszú, négy számjegyű országos közút Vas vármegyében, az Őrség északi részében, közvetlenül az osztrák határ közelében. A tájegység néhány kisebb települése számára biztosít összeköttetést a 8-as főúttal.

## Nyomvonala
A 7451-es útból ágazik ki, annak 31,550-es kilométerszelvénye előtt, Csákánydoroszló belterületén. Északkelet felé indul, Körmendi utca néven; bő egy kilométer után, még a település lakott területén keletnek fordul, majd másfél kilométer után, újabb irányváltással északi irányt vesz. 1,8 kilométer megtételét követően keresztezi a 8-as főutat, amely itt a 171,250-es kilométerszelvényénél tart.
2,1 kilométer után keresztezi a MÁV 21-es számú Szombathely–Szentgotthárd-vasútvonalát, 2,5 kilométer után pedig a tervezett M8-as autópálya nyomvonalát. 2,6 kilométer után Kemestaródfa területére lép, a község házait a 3,150-es kilométerszelvénye közelében éri el.
A 3,350-es kilométerszelvényénél, a község központjában keresztezi a 87 106-os utat, amely a 8-as főútból ágazik ki Csákánydoroszló keleti szélén, végighalad Kemestaródfa Kemesmál településrészén, az említett kereszteződésnél 1,9 kilométer közelében jár, és Taródfa településrész délnyugati szélén ér véget, 2,4 kilométer után.
A község északi házait elhagyva, 3,8 kilométer után keresztezi a Strém, majd rögtön utána a Pinka folyását, az egymástól alig pár tíz méterre fekvő híd között kiágazik belőle nyugatnak egy földút, amely már a határ osztrák oldalára, Lovászad (Luising) felé vezet. 4,9 kilométer után az út átlép Vasalja területére, ahol az 5,250-es kilométerszelvénye táján eléri Pinkaszentkirály településrész házait. Egy körforgalmú csomópontban, a 8708-as útba csatlakozva ér véget, annak 2,700-as kilométerszelvényénél.
Teljes hossza, az országos közutak térképes nyilvántartását szolgáló kira.gov.hu adatbázisa szerint 5,546 kilométer.

## Története
A Cartographia által 2004-ben kiadott Világatlaszban egyáltalán nincs feltüntetve.

## Hídjai
Két jelentősebb hídja van, egymástól néhány lépésre, Kemestaródfa területén: a Strém-patak hídja a 3+858-as, és a Pinka hídja a 3+927-es kilométerszelvényben. Mindkettő teljesen egyforma kivitelben készült el, 1967-ben, monolit takaréküreges, egynyílású vasbeton hídként, melyeknek nyílásköze 20,5 méter, a teljes hídfelület pedig 186-186 négyzetméter.